# Яким Траянов
Яким (Яне, Янаки) Траянов е български военен деец.

## Биография
Роден е в 1878 в Кюстендил, България. Получава прогимназиално образование и се занимава с търговия. При избухването на Балканската война в 1912 година Траянов е войвода на бившата чета на Пейо Яворов, а по-късно е в Нестроевата рота на 14 воденска дружина.
| Чета на МОО с командир Яким Траянов | Чета на МОО с командир Яким Траянов | Чета на МОО с командир Яким Траянов | Чета на МОО с командир Яким Траянов | Чета на МОО с командир Яким Траянов | Чета на МОО с командир Яким Траянов |
| Номер                               | Име                                 | Години                              | Околия                              | Селище                              | Бележки                             |
| ----------------------------------- | ----------------------------------- | ----------------------------------- | ----------------------------------- | ----------------------------------- | ----------------------------------- |
|                                     | Андон Вълков                        | 23                                  | Сярско                              | Ореховец                            |                                     |
|                                     | Кръсте (Кръсто, Кръстьо) Стефанов   | 22 (24, 25)                         | Сярско                              | Долно Фращани                       |                                     |
|                                     | Наке (Наки) Апостолов               | 28 (27)                             | Костурско                           | Куманичево                          |                                     |
|                                     | Никола Бацълов                      | 19 (22)                             | Хрупищко                            | Хрупища                             | убит на 9 юли 1913 г.               |
|                                     | Тома Зисов                          | 20 (21)                             | Костурско                           | Горенци                             |                                     |